# Water Eaton (Oxfordshire)
Water Eaton – przysiółek w Anglii, w Oxfordshire, w dystrykcie Cherwell, w civil parish Gosford and Water Eaton. Leży 5,9 km od miasta Oksfordu i 86,8 km na północny zachód Londynu. W 1931 roku civil parish liczyła 127 mieszkańców. Water Eaton jest wspomniana w Domesday Book (1086) jako Etone.